# Richard Clayderman (album 1977)
Richard Clayderman  è l'album di debutto del pianista francese Richard Clayderman, album pubblicato nel 1977.
L'album contiene in tutto 11 brani, tutti composti da Paul de Senneville e/o da Olivier Toussaint: tra questi, spicca la "hit" Ballade pour Adeline , primo singolo dell'artista.

## Tracce

### Lato A
1. Ballade pour Adeline (Piano & Orchestre)  2:35
2. Secret Of My Life (One)  2:58
3. L'enfant et la mer  3:35
4. Lys River  4:32
5. Black Deal  3:06

### Lato B
1. Lyphard Melodie  4:40
2. La millière  3:52
3. Secret of My Life (Two)  3:15
4. Romantica Serenade  3:28
5. Old Fashion  1:58
6. Ballade pour Adeline (Piano Seul)  2:35